# 当爱发光时
《当爱发光时》（日语：／）是日本摇滚乐团Naifu的第三张单曲。

## 概述
继前作Mysterious之后，本曲是Naifu第二次为电视动画名侦探柯南演唱。本曲也是专辑《ONE》的先行单曲。
和前作一样，本曲也是由两名主唱作词作曲。

## 收录曲
1. 当爱发光时
作詞：荒神直規（日语：荒神直規） / 作曲・編曲：森下志音（日语：SCHON）
  - 电视动画名侦探柯南片尾曲
    - 副歌中的“第十四年（日语：14年目）”呼应了从1996年电视动画名侦探柯南播出到本曲发行的十四年。

  - 东京电视台《JAPAN COUNTDOWN（日语：JAPAN COUNTDOWN）》片头曲
2. Anchor Shock
作詞・作曲・編曲：森下志音

## 收录专辑
- ONE（日语：ONE (Naifuのアルバム)） (#1)
- THE BEST OF DETECTIVE CONAN 4 ～名侦探柯南 主题曲集4～ (#1)

| 电视动画《名侦探柯南》片尾曲 2009年1月19日 - 2009年3月23日 |                      |                                        |
| 前作： 滴草由实 《GO YOUR OWN WAY》                        | Naifu 《当爱发光时》 | 次作： GARNET CROW 《Doing all right》 |